# Bródki (województwo lubuskie)
Bródki (niem. Klein Blumberg) – wieś w Polsce położona w województwie lubuskim, w powiecie zielonogórskim, w gminie Czerwieńsk.
W latach 1975–1998 miejscowość administracyjnie należała do województwa zielonogórskiego.

## Położenie
Wieś położona jest na trasie Krosno Odrzańskie - Sulechów. W pobliżu kanał Ołobok, o krystalicznie czystej wodzie, spływającej kaskadami do Odry. 

## Historia
Wieś została założona w 1732 roku przez Jochana Harbera, niemieckiego arystokratę, który miał w tej osadzie swój majątek.

## Zabytki
- system poniemieckich, dobrze zachowanych bunkrów, należących do południowej części Międzyrzeckiego Rejonu Umocnionego. Znajduje się w pobliżu wsi.